# 牛鼻栓
牛鼻栓（Fortunearia sinensis）是中国特有的一种金缕梅科植物，因常被用来做牛鼻栓而得名。独属单种，在植物分类上有重要价值。其枝叶也是重要的药材。属名Fortunearia为纪念18世纪英国旅行家Rabert Fortune（1812-1880）而命名，种名sinensis意为“中国的”。

## 形态

### 枝叶
牛鼻栓为落叶小乔木或灌木，高2—5m。小枝青棕色，具不规则的皮孔，与叶柄均被星状柔毛。叶互生，倒卵形或倒卵状长椭圆形，长5一16cm，宽3—9cm，顶端渐尖，基部圆形或平截而稍偏斜，边缘具波状锯齿，叶脉伸入齿端小尖头，上面绿色，下面明显隆起，有星状毛，叶柄长4—10mm，托叶小，早落。

### 开花结实
其花单性或杂性。两性花总状花序顶生，萼筒倒锥形，萼齿5，花后脱落。花瓣5，退化为针状或披针形，细小。雄蕊5，花丝极短。子房半下位，2室，每室有胚珠1粒。花柱2，分离，线形，反卷。雄花为葇荑花序，具退化雌蕊。残果木质，卵圆形，灰褐色，长约1．5cm，表面密布白色皮孔，沿室间2裂，每片又具2浅裂，果瓣尖，果梗长5—10mm。宿存萼简与蒴果合生。种子长卵形，长约1cm，径约0.5cm，种皮黑色，有光泽，壳硬，质脆，种脐马蹄形，白色。胚乳丰富，胚大，子叶近圆形，宽，两侧边各向反向卷折。花期3月下旬一4月上旬，果熟期7—8月下旬。种子在蒴果开裂时弹出。其种子含钾、钙、镁、铁、锌等金属元素和17种氨基酸，有一定休眠特性。

## 分布
该植物原分布于江苏苏州、扬州、宜兴、溧阳、句容、江浦等地，在浙江、安徽、湖北、河南等省亦有分布，喜生于低山丘陵地区的山坡之上。

## 用途
除了做牛鼻栓，它的枝叶还可作药材，夏秋季采用，晒干或鲜用。其性苦涩平、益气止血。主治气虚乏力，创伤出血。60一90克，水煎服。牛鼻栓60一90克，水煎后冲黄酒、红糖服用，可治气虚乏力。其叶含岩白菜内脂、牛鼻栓贰。